# جون أتيو
جون أتيو (بالإنجليزية: John Atyeo)‏ (7 فبراير 1932 في المملكة المتحدة - 8 يونيو 1993 في المملكة المتحدة) هو لاعب كرة قدم بريطاني في مركز الهجوم. شارك مع منتخب إنجلترا لكرة القدم. أما مع النوادي، فقد لعب مع نادي بريستول سيتي ونادي بورتسموث.

## وصلات خارجية
- جون أتيو على موقع قاعدة بيانات كرة القدم.إي يو (الإنجليزية)
- جون أتيو على موقع ناشيونال فوتبول تيمز (الإنجليزية)
- جون أتيو على موقع عالم كرة القدم.نت (الإنجليزية)